# Psammoecus inflatus
Psammoecus inflatus es una especie de coleóptero de la familia Silvanidae.

## Distribución geográfica
Habita en Malasia.